# Intrastromales corneales Ringsegment

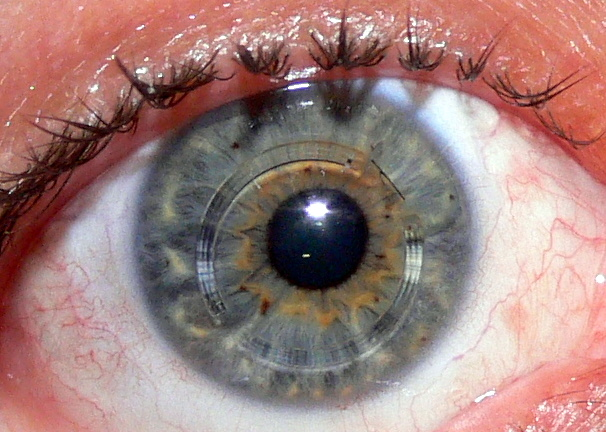
Intacs

Ein intrastromales corneales Ringsegment (ICR oder ICRS oder Intacs), auch nach seinem Hersteller KeraVision-Ring genannt, ist ein Implantat für die Hornhaut (Cornea) des Auges. Die ICRS finden seit 1996 Anwendung. Der ICR besteht aus zwei kleinen Ringsegmenten, die zusammen einen Innendurchmesser von 6,7 mm haben. Diese durchsichtigen Kunststoffsegmente bestehen aus dem Kunststoff PMMA (Polymethylmethacrylat), demselben Material, das seit ca. 30 Jahren als Linsenersatz beim Grauen Star implantiert wird. Sie werden am Hornhautrand in (intra) die Schichten (Stroma) der Hornhaut  eingeschoben, dadurch wird die zentrale Hornhaut abgeflacht. Den dafür notwendigen Tunnelschnitt kann man mit einem stumpfen Messer oder aber auch mit dem Femtosekundenlaser präparieren.
Je nach Ringstärke kann somit eine Kurzsichtigkeit zwischen −1 dpt. und −4 dpt. korrigiert werden. Eine Hornhautverkrümmung sollte nicht vorliegen.
Die Operation sollte nur von einem erfahrenen Hornhautchirurgen vorgenommen werden. Das Risiko eines Schnittfehlers kann bei Einsatz des Femtosekundenlasers reduziert werden. Im Fall einer Über- oder Unterkorrektur können die Ringsegmente ausgetauscht oder auch wieder entfernt werden.
Obwohl die Ergebnisse sehr zufriedenstellend und stabil waren, hat sich dieses Operationsverfahren bisher nicht durchgesetzt, da zur gleichen Zeit ein chirurgisch einfacher durchzuführendes Verfahren, die Laserkorrektur mittels Excimerlaser, entstand. Ein Vorteil der ICRS besteht jedoch in der Reversibilität des Verfahrens.
Derzeit werden die ICRS vor allem zur Stabilisierung der Hornhaut bei Keratokonus eingesetzt.